# Palacio de Isabel Ana

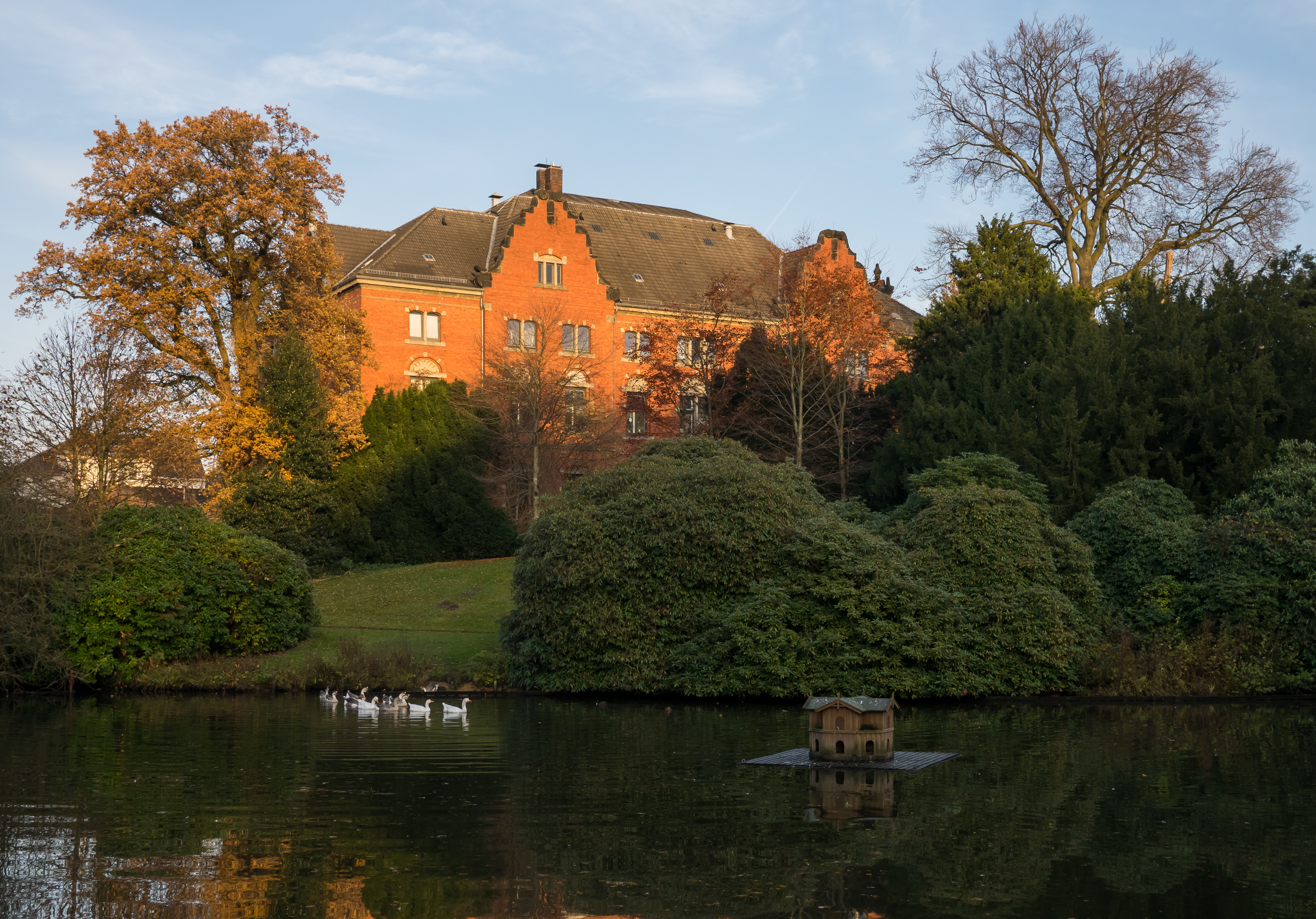
El Palacio de Isabel Ana (Elisabeth-Anna-Palais) desde el Jardín del Palacio de Oldemburgo.

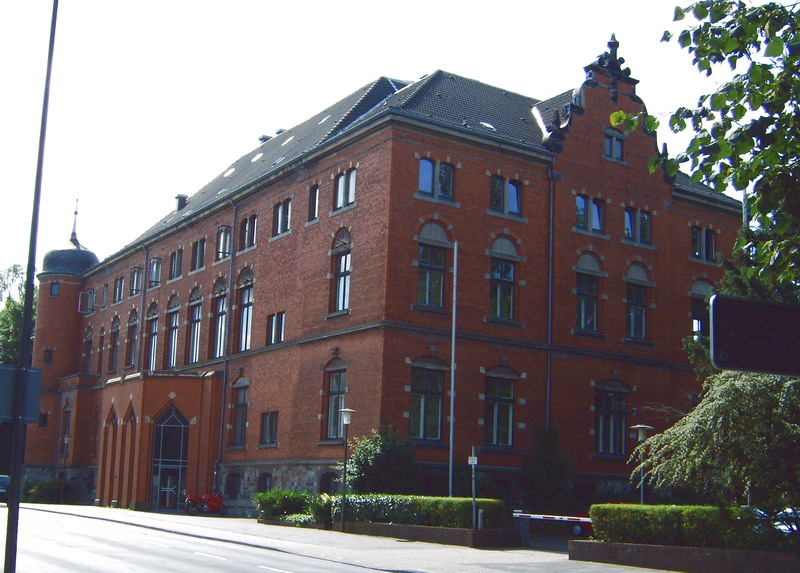
Vista desde la calle.

El Palacio de Isabel Ana  (en alemán Elisabeth-Anna-Palais) es un edificio secular de ladrillo rojo en Oldemburgo, Baja Sajonia, Alemania, situado en el nordeste del Jardín del Palacio de Oldemburgo, en las cercanías del Palacio de Oldemburgo (Schloss Oldenburg).

## Historia
Usualmente la familia ducal residía en el Palacio de Oldemburgo, pero Federico Augusto (a partir de 1900 el último gran duque de Oldemburgo) decidió construir este nuevo edificio como su nuevo hogar, en un lugar entre el antiguo palacio y el Augusteum. Fue construido entre 1894 y 1896 según los planos de Ludwig Freese, arquitecto jefe del duque. Su diseño imita la arquitectura barroca y su esquina sudeste (en la actualidad su entrada por la mano izquierda) tiene una torre coronada con cúpula cebollada. Durante la construcción murió la esposa de Federico Augusto, la Princesa Isabel Ana de Prusia (1857-95) y el edificio fue nombrado en su memoria. El 24 de octubre de 1896, Federico Augusto se trasladó a la nueva residencia con su familia y su segunda esposa, la Duquesa Isabel Alejandrina de Mecklemburgo-Schwerin (nacida en 1869, hija del Gran Duque Federico Francisco II de Mecklemburgo-Schwerin).
Sin embargo, el 8 de noviembre de 1918 fuerzas revolucionarias forzaron al Gran Duque a izar la bandera roja en las astas del Palacio de Isabel Ana y el Palacio de Oldemburgo, y tres días más tarde renunciaba a su ducado y se retiraba al Palacio de Rastede. Después de su abdicación, el palacio fue utilizado para otros propósitos. El ala de la cocina, al este del edificio principal, fue demolida a principios de la década de 1960 para hacer espacio para la nueva calle denominada "Schlosswall", de tal modo que el palacio quedaba ahora situado a la derecha de esta nueva carretera y ganaba así una nueva entrada. El Palacio alberga ahora el Sozialgericht Oldenburg.